# Landesschützenverband Mecklenburg-Vorpommern
Der Landesschützenverband Mecklenburg-Vorpommern e. V. (LSV M-V) ist der Dachverband von derzeit 180 Schützenvereinen und hat seinen Sitz in Neubrandenburg.

## Gründung
Der Landesschützenverband Mecklenburg-Vorpommern wurde am 21. Februar 1990 gegründet, als sich in Heiligendamm die Schießsportfunktionäre aus Neubrandenburg, Schwerin und Rostock trafen.
Auf Beschluss der Abgesandten aus den Bezirken wurden Rolf Steinmetz (Schwerin) zum Präsidenten und Harry Schirrmacher (Rostock) und Horst Jürvitz (Neubrandenburg) zum 1. bzw. 2. Vizepräsidenten des Verbandes gewählt.
Harry Schirrmacher übernahm die Geschäftsführung mit dem Ziel, den 1. ordentlichen Delegiertentag des Verbandes vorzubereiten und die Eintragung im Vereinsregister beim Kreisgericht Rostock-Stadt vornehmen zu lassen.
Am 25. Mai 1990 wurde der Landesschützenverband unter der Vereinsnummer 44 eingetragen. Am 16. Juni 1990 wählten die Delegierten in Sievershagen bei Rostock das erste Präsidium des Verbandes. Der Stralsunder Peter Viezens wurde als Präsident gewählt.

## Struktur und Aufgaben
Gemäß Satzung des Verbandes ist der Verband politisch, weltanschaulich und konfessionell neutral.
Wesentliche Verbandsaufgaben sind:
- die Förderung und Überwachung des Sportschießens auf Grundlage einheitlicher Regeln (Sportordnung des DSB e. V.)
- die Aus- und Fortbildung von Schießsportfunktionären, Übungsleitern, Trainern
- die Ausrichtung und Durchführung von Landesmeisterschaften
- die Vertretung seiner Mitglieder gegenüber Behörden und Institutionen des Landes
- die Präsentation des Sportschießens in der Öffentlichkeit
- die Förderung und Entwicklung der Schützenjugend und der Frauenarbeit in den Vereinen
- die Pflege der Schützentraditionen und des Schützenbrauchtums

Höchstes Beschlussorgan des Verbandes ist die alle 2 Jahre stattfindende Delegiertenversammlung. Der Gesamtvorstand ist als weiteres Beschlussorgan zuständig für die der Delegiertenversammlung obliegenden Aufgaben, in den Jahren zwischen den Delegiertenversammlungen. Das Präsidium wird für die Dauer von vier Jahren gewählt.
Der Verband ist Mitglied des Deutschen Schützenbundes und des Landessportbundes Mecklenburg-Vorpommern.